# Castro do Vieito
O Castro do Vieito localiza-se na margem direita do estuário do rio Lima, na freguesia de Perre, no concelho, e distrito de Viana do Castelo, em Portugal.

## História
Trata-se de um povoado habitado entre o fim do século I a.C. e os inícios do século I, contemporâneo do início da ocupação romana da região.
A construção do IC1/A28, veio perturbar o local em cerca de 2/3 da sua área (aproximadamente 15 000m²), tendo sido objecto de uma escavação arqueológica em 2004/2005, dirigida pelo arqueólogo António José Marques da Silva.
No local foram identificados restos de muros de prováveis habitações. Durante a intervenção, não se veio a confirmar a existência de três ordens de muralhas sugerida anteriormente por Alberto Brochado de Almeida com base na análise dos vestígios de superfície. Apenas se verificou a existência de um único recinto, que seria aberto no limite poente do povoado. No seu interior, encontrava-se uma gruta artificial, de pequenas dimensões, que era conhecida como "Cova dos Mouros".

## Centro interpretativo
O centro interpretativo do Castro do Vieito abriu ao público no dia 16 de Setembro de 2017. Foi instalado na antiga escola primária de Perre, cerca de três quilómetros de distância do sítio arqueológico, como foi prometido à população da freguesia de Perre em 2005. É constituído por duas salas onde se podem ver conteúdos relativos ao Castro e a sua história, os habitantes, o quotidiano doméstico, o trabalho da pedra, a decoração da cerâmica castreja e o trabalho dos metais. Porém, esse projecto museológico não contempla a reconstituição da área do castro, desmontada durante os trabalhos arqueológicos de 2004/2005, conforme acordado no protocolo assinado pelas Estradas de Portugal, o Ex-IGESPAR e a Câmara Municipal de Viana do Castelo .